# Forêts mythiques
La forêt est très présente dans de nombreux mythes et mythes fondateurs des peuples aborigènes de pays tropicaux et équatoriaux. Les rituels d'initiation s'y déroulent parfois et/ou y font référence.

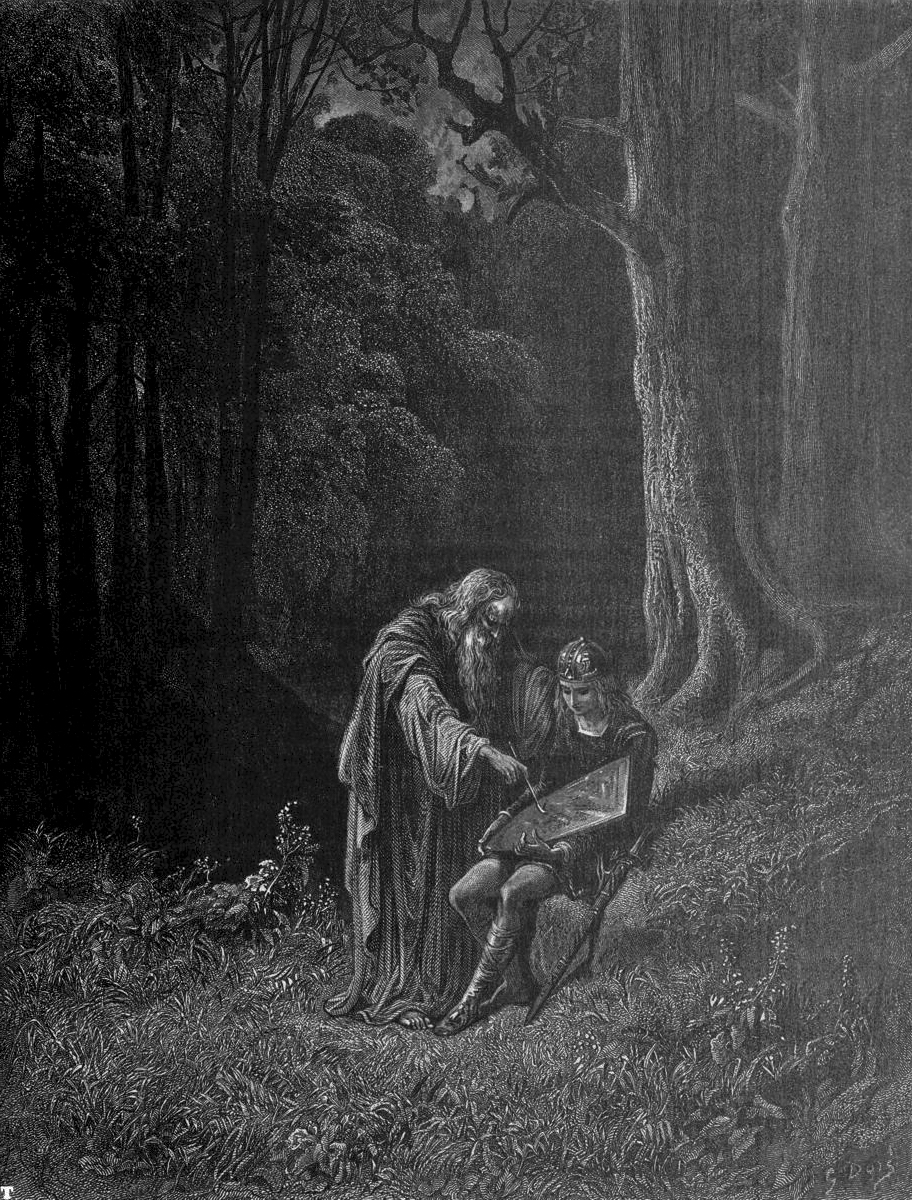
La forêt est ou a été source de mythes, de légendes et lieu d'initiation et d'apprentissage

Elle a eu, avec l'homme sauvage, une grande importance aussi dans certains pays européens du centre et de l'est.

## En Europe
Des forêts plus ou moins mythiques ont traversé l'Histoire, certaines avec des bases historiques récentes reprises de l'époque gallo-romaine au siècle des lumières :
- forêt charbonnière,
- forêt du gâvre ,
- forêt hercynienne,
- forêt de Brocéliande Les auteurs anciens étant muets sur la localisation, il existe plusieurs hypothèses de valeurs inégales pour la situer[1],[2].

D'autres forêts mythiques ont des origines plus douteuses :
- Forêt de Scissy, qui aurait existé dans la baie du mont Saint-Michel avant qu'elle soit ennoyée par la mer.

La forêt était aussi le « désert » où certains ermites et moines-ermites vivaient, priaient et méditaient.
Certaines forêts bien réelles ont été à l'origine d'un corpus légendaire, qui évoquent des mythes plus anciens (forêt d'Iraty au Pays basque en France par exemple).